# 异花孩儿参
异花孩儿参（学名：Pseudostellaria heterantha）为石竹科孩儿参属的植物。分布于日本、俄罗斯以及中国大陆的四川、云南、河南、西藏、陕西、河北、安徽、内蒙古等地，生长于海拔1,000米的地区，多生长在山地林下，目前尚未由人工引种栽培。

## 别名
异花假繁缕（中国高等植物图鉴）

## 异名
- Pseudostellaria heterantha (Maxim.) Pax var. nepalensis (Majumdar) Hara